# Nassarius nodicinctus
Nassarius nodicinctus is een slakkensoort uit de familie van de Nassariidae. De wetenschappelijke naam van de soort is voor het eerst geldig gepubliceerd in 1852 door A. Adams.